# Йехуда Амихай
Йехуда Амихай (на иврит יהודה עמיחי, на латиница Yehuda Amichai и Jehuda Amichai) е израелски поет, писател и драматург. Той е смятан за един от най-значимите израелски поети и е един от първите, започнали да пишат на говоримия иврит, появил се през 20 век.

## Биография
Роден е през 1924 във Вюрцбург като Лудвиг Пфойфер и се премества със семейството си в Йерусалим през 1936 г.
Член е на Палмах – подразделение на Хагана (отбранителните сили на еврейската общност по време на Мандата). Участва в Еврейската бригада на Британската армия по време на Втората световна война, а след това във Войната за независимост (1948) и Суецката война (1956).
Дълго време работи като гимназиален учител.
Първата му стихосбирка е отпечатана през 1955 г. Световна известност името му получава през 1965 г. след възторжения отзив на Тед Хюз за него.
С творчеството на Амихай се свързва извършеният през 50-те години – 60-те години на 20 век прелом в поезията на иврит, състоящ се в преориентацията от руската поетическа традиция към англо-американската..

## На български
- Йеуда Амихай. „Бог е милостив към малките деца: Избрани стихотворения“. Превод Мони Папо. София: „Шалом“, 1997, 70 с.